# هاف-لايف 2: إبيسود تو
هاف-لايف 2: إبيسود تو (بالإنجليزية: Half-Life 2: Episode Two)‏ (أو الحلقة اثنان) هي لعبة فيديو من نوع تصويب منظور الشخص الأول، والحلقة الثانية في سلسلة حلقات تهدف أن تكون التالية لأحداث هاف-لايف 2. طورت من قبل شركة فالف وأطلقت في 10 أكتوبر 2007.

## روابط خارجية
- هاف-لايف 2: إبيسود تو على موقع IMDb (الإنجليزية)